# CHEQ-FM

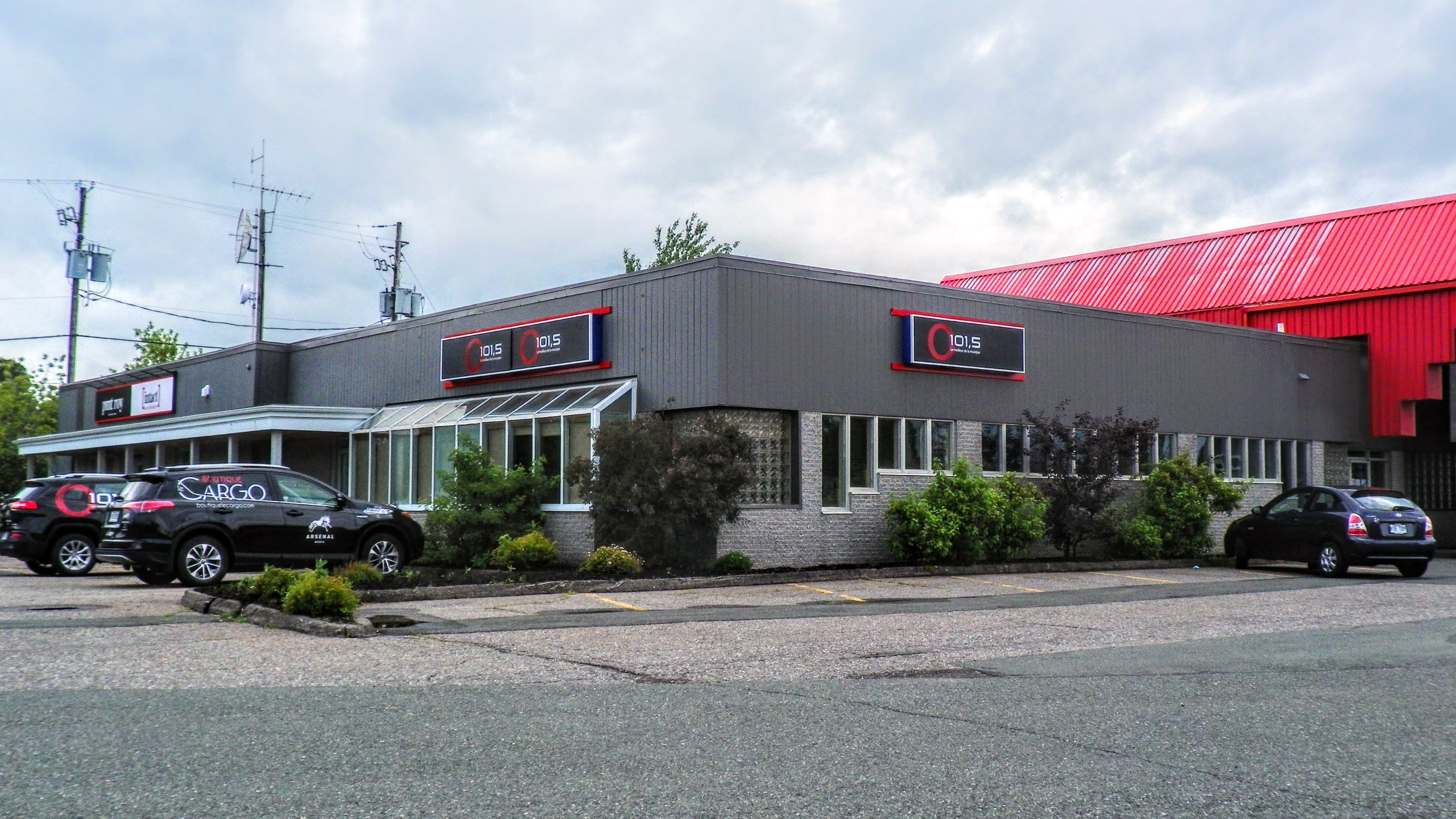
Studios de CHEQ-FM à Sainte-Marie

CHEQ-FM, appelée aussi O101,5, est une station de radio québécoise propriété du groupe Arsenal Media diffusant sur la fréquence 101,5 MHz sur la bande FM à Ste-Marie-de-Beauce, Québec.
La station diffuse surtout de la musique Top 40 et des chansons rock, elle fait partie du réseau O tout comme les stations CFJO-FM, CHOE-FM, CJLM-FM, CILM-FM et CIPC-FM.
Le O 101,5 peut être capté sur toute la Rive-Sud de Québec, ses studios se trouvent au 373 route Cameron à Sainte-Marie de Beauce.

## Historique de la station
La station a commencé à diffuser sur la bande AM à la fréquence 1 360 kHz le 12 décembre 1974 alors qu'elle portait les lettres d'appel CJVL.
C'est en 1998 que la station obtient l'autorisation de migrer vers la bande FM à la fréquence 101,3 MHz avec une puissance de rayonnement de 4 677 watts. La station sera dorénavant connue en tant CHEQ-FM.
Le 19 août 2009, le CRTC autorise la migration de la fréquence vers le 101,5 MHz et l'augmentation de puissance d'émission à 26 000 watts. Ces changements techniques devaient permettre à la station d'élargir son rayonnement et de mieux rivaliser avec les stations de Québec présente sur son territoire. Malgré cette autorisation, le projet sera réalisé plusieurs années plus tard.
En 2012, la station passe aux mains d'Attraction Radio avec l'accord du CRTC. CHEQ-FM était auparavant la propriété de 9174-8004 Québec inc, une société détenue par différents actionnaires.
Un an plus tard, au cours de l'été 2013, Attraction Radio réalise des investissements majeurs afin de doter la station d'une nouvelle antenne de 100 000 watts qui permettra de capter son signal sur toute la Rive-Sud de Québec. Dès lors, CHEQ-FM diffusera sur sa fréquence actuelle au 101,5 MHz.

## Animateurs à l'automne 2017
- Évans Bergeron, Marie-France Poulin et Alexandre Lehoux (Du lundi au vendredi de 6 h à 9 h)
- Marie-France Poulin (Du lundi au vendredi de 9h00 à 11h30)
- Guy Massé (Du lundi au vendredi de 11h30 à 13h00)
- Kim Williams (Du lundi au vendredi de 13h00 à 16h00)
- Audrey-Anne Vigneault et Jeff Routhier (Du lundi au jeudi de 16h00 à 18h00)
- Pierre-Yves Blais (Du lundi au vendredi de 18h00 à 20h00)
- Alexandre Lehoux (Le vendredi de 16h00 à 18h00)
- Audrey-Anne Vigneault (La fin de semaine, de 7h00 à 10h00)
- Virginie Gagnon (Le samedi de 10h00 à 16h00 et le dimanche de 10h00 à 18h00)
- Évans Bergeron (Le samedi de 16h00 à 19h00)